# Adelocera birmanicus
Adelocera birmanicus is een keversoort uit de familie van de kniptorren (Elateridae). De wetenschappelijke naam van de soort werd voor het eerst geldig gepubliceerd in 1935 door Edmond Fleutiaux.